# Nagoya Challenger 1981
Il Nagoya Challenger 1981 è stato un torneo di tennis facente parte della categoria ATP Challenger Series nell'ambito dell'ATP Challenger Series 1981. Il torneo si è giocato a Nagoya in Giappone dal 27 aprile al 3 maggio 1981 su campi in cemento.

## Vincitori

### Singolare
Russell Simpson ha battuto in finale  Charlie Fancutt con il punteggio di 6–3, 3–6, 6–3

### Doppio
Billy Martin /  Russell Simpson hanno battuto in finale  Matt Mitchell /  William Maze con il punteggio di 7–6, 6–2